# ديفيد تشارلز أبيل
ديفيد تشارلز أبيل (بالإنجليزية: David Charles Abell)‏ هو موزع أمريكي، ولد في 1958 في جاكسونفيل في الولايات المتحدة.

## وصلات خارجية
- الموقع الرسمي
- ديفيد تشارلز أبيل على موقع ميوزك برينز (الإنجليزية)
- ديفيد تشارلز أبيل على موقع أول ميوزيك (الإنجليزية)
- ديفيد تشارلز أبيل على موقع ديسكوغز (الإنجليزية)